# بروس فين
بروس فين (بالإنجليزية: Bruce Fein) (و. 1947 – م) هو محامي من الولايات المتحدة الأمريكية .

## التعليم
تعلم في كلية هارفارد للحقوق.